# Весли Фофана (рагбиста)
Весли Фофана (енгл. Wesley Fofana; 20. јануар 1988) професионални је рагбиста и репрезентативац Француске, који тренутно игра за Клермон. Висок 182 цм, тежак 93 кг, за Клермон је до сада одиграо 128 мечева и постигао 215 поена. Са Клермоном је освојио титулу шампиона Француске и играо у два финала купа европских шампиона. Дао је есеј на свом дебију за репрезентацију фебруара 2012. До сада је за Француску одиграо 39 тест мечева и постигао 65 поена. Због тога што је веома брз, навијачи га зову 'Le Guépard'.